# Petit Village au pied de la falaise
Petit Village au pied de la falaise ou La Bourne à Pont-en-Royan est un tableau réalisé en 1905 par le peintre français Charles Cottet.

## Description

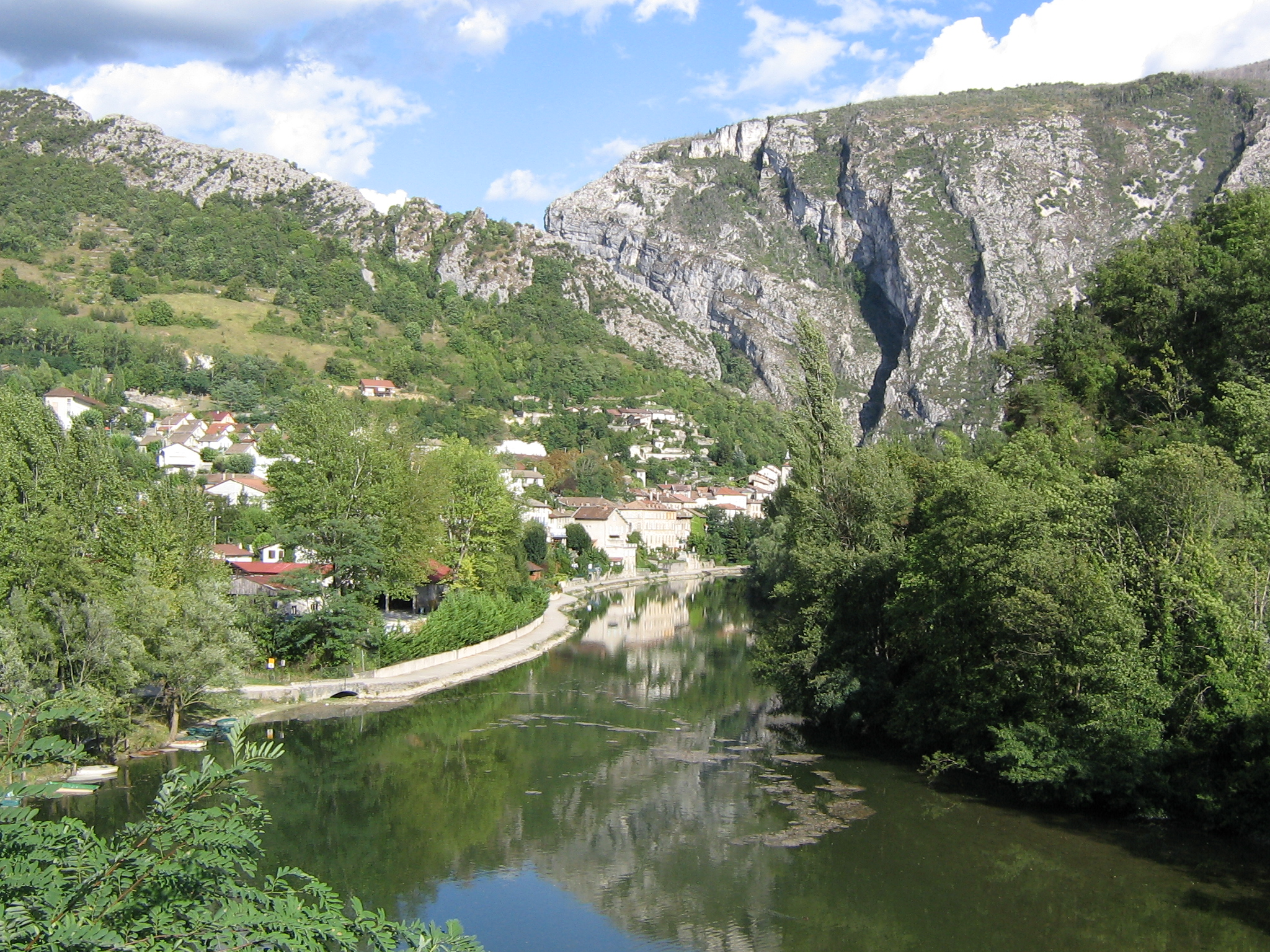
Vue actuelle de la Bourne à Pont-en-Royans.

Cette peinture à l'huile sur toile représente la Bourne devant le village de Pont-en-Royans.
Le tableau est signé Ch. Cottet en bas à droite.

## Histoire
Ce tableau fait partie de la Donation Senn de 2004, au musée d'Art moderne André-Malraux, au Havre, en Seine-Maritime où il est conservé.